# 海防戦艦
海防戦艦（かいぼうせんかん、Coastal defence ship）は、軍艦の艦種の一つで、装甲艦に含まれる。自国近海の防衛を主任務とする海防艦であり、小国の海軍で多用された。

## 概要
海防戦艦とは、自国の海岸線を守ることを主目的とした''海防艦（Coast=海、Defence＝防、Ship＝艦、コースト・ディフェンス・シップ、国外の分類をそのまま邦訳した呼称）''に分類される軍艦の内、戦艦に準ずる戦闘力を備えた艦艇である。
海防甲鉄艦、装甲海防艦、海防戦闘艦、装甲艦、装甲砲艦、沿岸防禦艦、沿岸警備艦、海防艦とも呼ばれる。
海防艦（海防戦艦）に分類や表記されているが、実質的には砲艦や、モニター艦という艦艇もある。
大日本帝国海軍は、ロシア海軍が「沿岸防御装甲艦」と定義していた海防戦艦（装甲海防艦）を鹵獲して自軍に編入した際に「海防艦」と類別した。
なお、各国海軍に於いて海防戦艦という艦種呼称が使用されたことはなく、唯一アメリカ海軍のインディアナ級が議会での説明時にcoast-defense battleshipと称された例があるのみである。
排水量2,000～9,000トンの巡洋艦並みの大きさながら、8インチから11インチ程度の準戦艦と呼べる大きさの主砲少数と、比較的有力な装甲防御を備える。
来攻してくる敵艦隊から自国を防衛するという、局地防衛を主任務とする。
そのため自国沿岸での活動を想定し、喫水が浅めであった。
海外への派遣など長期間におよぶ航海を想定しておらず、一般的に速力も低く航続距離も短い。
1900年代前後、本格的な戦艦を自国で建造したり、他国から輸入できない小国が海軍力の中核としたほか、大国でも主力艦を使うまでもない平時において建造した例があった。
大日本帝国海軍では、明治時代に「小型の船体に、当時の戦艦並の大口径主砲を搭載した海防艦」として松島級海防艦を新規に導入（松島と厳島はフランスから輸入、橋立のみ横須賀で建造）したものの、その後は老朽艦の受け入れ先となった。就役当時は戦艦だったが、より大型で強力な主力艦の普及により、装甲海防艦（海防艦）として扱われた事例もある。
第一次世界大戦後の海軍休日時代、世界の海軍強国がワシントン海軍軍縮条約で主力艦の建造を制限される中で、中小国がこの種の艦艇を開発したり建造した。
ただし性能を追求した場合、ロンドン海軍軍縮条約や、第二次ロンドン軍縮条約に抵触する可能性もあった。
たとえば1936年（昭和11年）3月25日に樹立された第2次ロンドン軍縮条約では、主力艦について「甲級主力艦（基準排水量1万トン以上にして備砲口径8インチ以上のもの）」と「乙級主力艦（基準排水量8,000トン以下にして備砲口径8インチ以上のもの）」と再定義した。
第二次世界大戦で戦艦が主力艦としての地位を退いたのと同じく、現在では保有する国は無い。主力艦や旧式艦の代名詞だった「海防艦」の呼称も、護衛駆逐艦やフリゲート艦的な性格をもつシーレーン護衛艦艇の分類として使用されるようになった。

## 海防戦艦の一覧

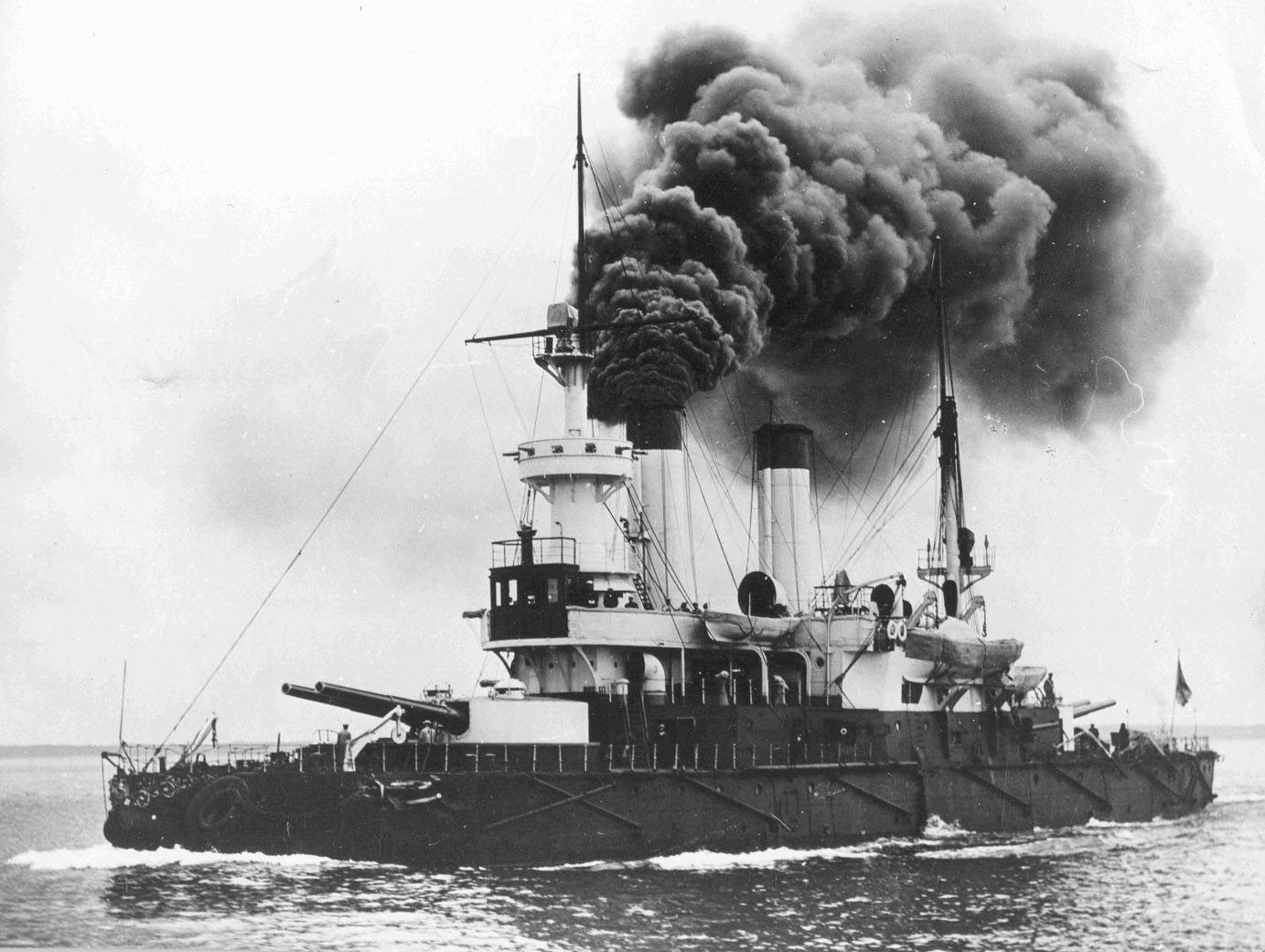
ロシア帝国海軍のアドミラル・セニャーウィン、のちに日本海軍の海防艦見島

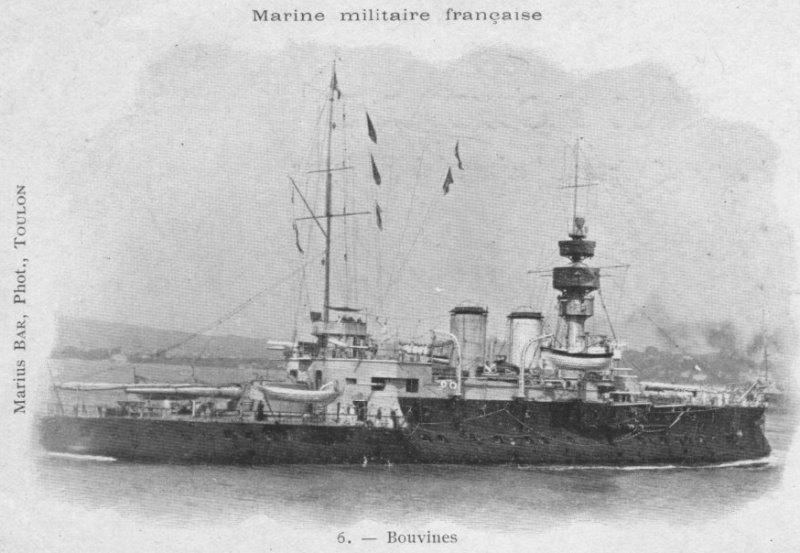
フランス海軍のブヴィーヌ級ブヴィーヌ

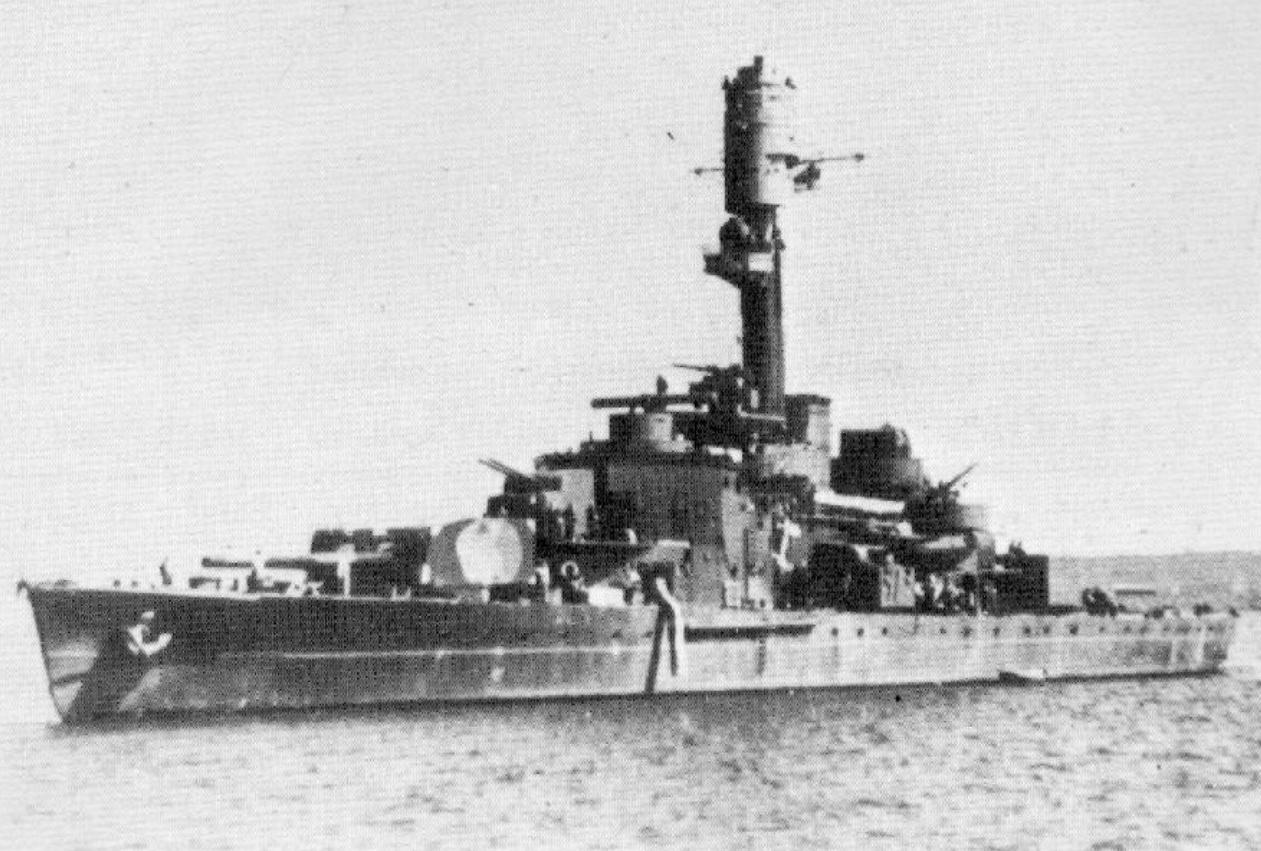
フィンランド海軍のヴァイナモイネン

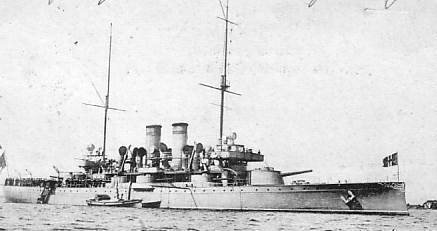
スウェーデン海軍のアラン級ヴァーサ

※ 国名ABC順 
- アルゼンチン海軍
  - インデペンデンシア級[73]

- ブラジル海軍
  - マーシャル・デオドーロ級[74][75]（装甲海防艦とも）[76]

- チリ海軍
  - カピタン・プラット（英語版） (Capitán Prat) [77]

- デンマーク海軍
  - スキョル（デンマーク海軍の装甲艦一覧、海防艦[78]とも）
  - ヘルルフ・トロル級[79]
  - ニールス・ユール[80]（公式には「orlogsskib　軍艦」、もしくは「artilleriskib　砲術艦」）

5.9インチ45口径単装砲10門、基準排水量約3,800トン、速力16ノットという海防艦。サファリ作戦で自沈後、ドイツ海軍の練習艦「ノルトランド (Nordland) 」となる。
- ドイツ帝国海軍
  - ジークフリート級（英語版、ドイツ語版）
  - オーディン級（英語版）

- フィンランド海軍
  - イルマリネン級（ヴァイナモイネン級とも）[26]

- フランス海軍
  - テンペスト級
  - テリブル級
  - ジュマプ級
  - ブヴィーヌ級
  - アンリ4世

- ギリシャ海軍
  - イドラ級（甲鉄艦[82]、戦艦[83]、海防艦[84]と表記することもある）

- 大日本帝国海軍
  - 見島
  - 沖島

日本海海戦では日本海軍の連合艦隊によりアドミラル・ウシャコフ級海防戦艦「アドミラル・ウシャコフ」が撃沈され、その姉妹艦2隻が降伏し、戦利艦となる。装甲海防艦「ゲネラル・アドミラル・アプラクシン」は海防艦「沖島」、装甲海防艦「アドミラル・セニャーウィン」は海防艦「見島」として再就役した。
1905年（明治38年）12月12日付の類別等級改定により、海防艦について7,000トン以上を一等、7,000トン未満3,500トン以上を二等、3,500トン未満を三等と区分する。二等戦艦（定遠級戦艦）「鎮遠」、二等戦艦「壱岐」（日本海海戦で日本海軍に降伏した艦隊装甲艦インペラートル・ニコライ1世）が一等海防艦、海防戦艦「沖島」と「見島」および二等戦艦「扶桑」が二等海防艦、コルベットやスループが三等海防艦に類別された。これ以降、戦艦「三笠」や装甲巡洋艦「出雲」など日清戦争や日露戦争時代の主力艦が次々に「海防艦」に類別されていく。1942年（昭和17年）7月1日、艦艇類別等級の変更により、海防艦はシーレーン護衛艦艇（小型警備艦）の呼称に変更された。
- オランダ海軍
  - コーニンギン・レゲンテス級
  - ヘルトーグ・ヘンドリック[34][93]
  - マールテン・ハーペルソン・トロンプ
  - デ・ゼーヴェン・プロヴィンシェン[94][95]
  - ヤコブ・ヴァン・ヘームスケルク[13]

- ノルウェー海軍
  - ハーラル・ホールファグレ級[96]
  - ノルゲ級[97]（アイツヴォル級とも。戦艦[15]、海防戦闘艦[98]、海防艦[99]、沿岸防御艦と表記することもある[注釈 33]。第二次世界大戦のナルヴィク攻防戦で[29]、2隻ともドイツ海軍の駆逐艦に撃沈された[31]。）
  - ニダロス級（ビョルグヴィン級とも）

イギリスで建造中に接収され、イギリス海軍のゴルゴン級モニター艦として就役。「グラットン (HMS Glatton) 」は事故で爆沈、「ゴルゴン (HMS Gorgon) 」は第一次世界大戦終結後に売却先が見当たらず、解体。
- オーストリア＝ハンガリー帝国海軍
  - モナルヒ級（装甲海防艦[22]、海防艦とも[103]。海防戦艦 (Monarch-class coastal defense ship) ではなく戦艦とされる場合もある）

- ロシア帝国海軍
  - アドミラル・ウシャコフ級（沿岸防御装甲艦　Броненосец береговой обороны。海防艦[104]、装甲海防艦[105][106]。 )
  - シソイ・ヴェリキィー（艦隊装甲艦[107]　Эскадренный броненосец。戦艦として扱うことも[108][85]。 ）

- スウェーデン海軍
  - スヴェアィ級[109]
  - ドリスへティン（英語版、スウェーデン語版）[110]
  - オーディン級
  - アラン級
  - オスカー2世[111]
  - スヴァリイェ級（スヴェリィエ級とも[112]。装甲艦　Sverige klass pansarskepp）[14][113]

- タイ王国海軍
  - トンブリ級

20センチ砲4門（連装砲塔2基）、排水量約2,200トン、速力約16ノットで、海防戦艦というよりモニター艦の系譜である。建造した川崎造船所では砲艦としている。
- ソビエト海軍
  - ヴィボルグ (Выборг)

フィンランド海軍の海防戦艦「ヴァイナモイネン (Väinämöinen) 」が、継続戦争終結後にフィンランドからソビエト連邦に売却されて改名したもの。モニター艦 (монитор) に類別。